# Nicolai Gedda
Harry Gustaf Nikolaj Gädda, optredend als Nicolai Gedda (Stockholm, 11 juli 1925 - Tolochenaz, 8 januari 2017) was een Zweedse tenor. Hij was een beroemde operazanger en gaf ook veel liedrecitals. Hij heeft ongeveer tweehonderd opnames op zijn naam staan; er wordt van hem beweerd dat hij de meest opgenomen tenor in de geschiedenis is. Gedda's zang was het bekendst "vanwege zijn schoonheid van toon, stemcontrole, en muzikale opvatting".

## Biografie

### Jeugd
Zijn ouders Nikolaj Gädda en Clary Linnea Lindberg waren financieel niet in staat hem op te voeden en wilden hem naar een weeshuis brengen. Hij werd echter in huis opgenomen door zijn vaders zuster Olga Gädda. Zij huwde later met de Rus Michail Ustinov, een verre verwant van Peter Ustinov. Deze stiefvader - Nicolai Gedda zag hem als zijn eigen vader - zong als bas in het Don-Kozakkenkoor Serge Jaroff en was cantor in een Russisch-orthodoxe kerk. Gedda groeide tweetalig op en leerde – naast Zweeds en Russisch – Engels, Duits, Italiaans en Latijn.
Hij begon zijn loopbaan als baliebediende in een plaatselijke bank in Stockholm. Op een dag hoorde een vermogende cliënt hem spreken over zijn verlangen om zanger te worden. Hij bood hem het collegegeld aan voor een studie bij Carl Martin Öhman, een bekende Wagner-tenor uit de jaren twintig, die ook Jussi Björling had ontdekt.

### Operacarrière
Een vroege evaluatie van Gedda's zang werd geboden door Walter Legge, nadat hij Gedda had horen zingen voor de rol van Dmitry in een voorgenomen opname van Boris Godoenov:

Bij mijn aankomst op de luchthaven werd ik door een zwerm van journalisten gevraagd of ik niet geïnteresseerd was in het beluisteren van hun excellente jonge Zweedse stemmen. Natuurlijk was ik geïnteresseerd, maar ik verwachtte noch de voorpaginaverhalen die de volgende morgen verschenen noch de massa brieven en de bijna onophoudelijke telefoontjes. Ik moest de directeur van de opera vragen om een kamer voor een aantal dagen om ongeveer 100 jonge aspiranten te horen. De eerste die voor mij zong (om 9.30 uur in de morgen) was Gedda die, meen ik, slechts eenmaal eerder voor publiek had gezongen. Hij zong de bloemenaria uit Carmen zo teder en toch hartstochtelijk dat ik bijna tot tranen werd bewogen. Hij deed de moeilijk stijgende toonladder en eindigde met een heldere en schitterende Bes. Bijna verontschuldigend vroeg ik hem te proberen het te zingen zoals het is geschreven - pianissimo, rallentando en diminuendo. Zonder blikken of blozen bereikte hij het bijna-wonder, ongelooflijk mooi en zonder inspanning. Ik vroeg hem die avond om acht uur terug te komen en zond een briefje naar mijn vrouw dat een groot zanger in mijn schoot – en die van Dobrowen – was gevallen en dat, geloof het of niet, deze 23-jaar-oude Gedda de door de hemel gezonden Dmitry voor onze Boris was.

Hij was doublure voor Giuseppe Di Stefano bij een uitvoering van in L'elisir d'amore (De Liefdesdrank) van Gaetano Donizetti aan het Edinburgh Festival van 1951. In april 1952, op de leeftijd van 26 jaar, maakte Gedda zijn debuut aan de Koninklijke Zweedse Opera, waar hij de rol van Chapelou in Adolphe Adams Le postillon de Lonjumeau zong. In ditzelfde jaar vertolkte hij de rol van Nicklausse in Offenbachs Les contes d'Hoffmann en die van Valzacchi in Der Rosenkavalier.
Na een auditie in Stockholm trok Gedda de aandacht van dirigent Herbert von Karajan, die hem naar Italië meenam. In 1953 zong hij voor het eerst in het Teatro alla Scala als Don Ottavio in Don Giovanni. In 1954 maakte hij zijn debuut aan de Opéra Garnier in de tenorrol in Webers Oberon, en werd hem een meerjarig contract aangeboden. In 1957 maakte Gedda zijn debuut aan de Metropolitan Opera in de titelrol van Gounods Faust. Hij zong daar de volgende 26 jaar 28 rollen, waaronder de wereldpremières van Barbers Vanessa en Menotti's Le Dernier Sauvage. Gedda maakte zijn debuut aan het Royal Opera House Covent Garden in 1954 als de Hertog van Mantua in Rigoletto en keerde er terug voor het zingen van Benvenuto Cellini in Benvenuto Cellini, Alfredo in La traviata, Gustavus III in Un ballo in maschera, Nemorino in L'elisir d'amore en Lensky in Jevgeni Onegin.
Gedda's opnames bestrijken een verscheidenheid van stijlen. Verschillende van zijn rollen kunnen worden beschouwd als de uitdagendste in het gehele operarepertoire, vooral Arnoldo in Rossini's Guglielmo Tell en Arturo in I puritani, die beide zeer hoge noten en een gemakkelijke legatolijn vereisen. Hiernaast bleef hij zeer geliefd als operettezanger. Voor het Keulse label Electrola nam hij alle grote rollen op in de werken van Johann Strauss Zoon, Franz Lehar en Emmerich Kalman.
In 1986 maakte Nicolai Gedda een tournee langs alle grote concertpodia in Duitsland op uitnodiging van Serge Jaroff met het Original Don Kosaken Chor o.l.v. Michael Minsky. In hetzelfde jaar ontving hij de Zweedse koninklijke onderscheiding Litteris et Artibus.
Gedda was nog actief toen hij ver in de zeventig was; in mei 2001 nam hij de rol van de Keizer Altoum op in Puccini's Turandot en de rol van de Hogepriester in Mozarts Idomeneo in juni 2003.

### Liederen
Naast zijn operacarrière was Gedda actief als recitalzanger, met een breed repertoire van Franse, Duitse, Scandinavische en Russische liederen. Gedda's taalvaardigheid, intellectualisme en intense muzikaliteit, alsook zijn uitgebreide opnames werden als onmisbaar beschouwd.

## Einde
Gedda stierf op 91-jarige leeftijd in Tolochenaz, niet ver van Lausanne. Zijn dood op 8 januari 2017 werd pas een maand later door zijn familie bekendgemaakt.

## Autobiografie
- Nicolai Gedda: Nicolai Gedda: My Life and Art, Engelse vertaling door Tom Geddes. Amadeus Press, 1999, 242 pag. ISBN 978-157467048-6.

- Bibsys: 69756
- Biblioteca Nacional de España: XX848859
- Bibliothèque nationale de France: cb13894367w (data)
- CiNii: DA07560386
- Gemeinsame Normdatei: 120540215
- International Standard Name Identifier: 0000 0001 0937 0671
- Library of Congress Control Number: n81042594
- Nationale Bibliotheek van Letland: 000067498
- MusicBrainz: d0864d04-a037-487b-bd00-c182c95faf29
- Nationale Bibliotheek van Tsjechië: pna2005261961
- Nationale bibliotheek van Australië: 35803155
- Nationale Bibliotheek van Israël: 987007596790605171
- Nederlandse Thesaurus van Auteursnamen: 072497378
- Istituto Centrale per il Catalogo Unico: UFIV106573
- LIBRIS: 188055
- SNAC: w6g17kf1
- Système universitaire de documentation: 052562026
- Trove: 1094382
- Virtual International Authority File: 113260059
- WorldCat: E39PBJwX7pjgMQGKXdjHfcGrbd